# Vymyšlenská pěšina
Vymyšlenská pěšina je přírodní rezervace ve Středočeském kraji, na levém břehu vodní nádrže Slapy na řece Vltavě, v katastrálním území Prostřední Lhota obce Chotilsko v okrese Příbram mezi vesnicemi Kobylníky a Smilovice. Celková rozloha území rezervace činí 67,19 ha v délce 4,5 km podél břehu řeky a nachází se v nadmořské výšce 270–389 metrů.
Byla vyhlášena 30. ledna 1989. Předmětem ochrany jsou přirozené ekosystémy skalnatých svahů se specifickou teplomilnou květenou a lesními druhy živočichů. Vyskytují se zde také druhy chráněné jako je tařice skalní či bělozářka liliovitá. Geologicky se oblast nachází na podloží z proterozoických hornin jílovského pásma. U přírodní rezervace se nachází i stejnojmenná naučná stezka Vymyšlenská pěšina s informačními tabulemi o přírodní rezervaci.

## Historie
Oblast v minulosti patřila do poměrně chudého kraje, kde se lidé živili rybolovem, prací na málo úrodných polích, lesními pracemi, hornictvím a ledařením. Řeka Vltava vždy tomuto kraji vévodila a ještě před zřízením Slapské přehrady v roce 1954 byla nazývána Stará řeka. Volně průchodná řeka poskytovala významnou cestu pro transport dřeva mezi jižními i středními Čechami až do Německa. Také se tudy převážela vytěžená žula na stavby a různé zemědělské plodiny. Pokácené dřevo se dostávalo k řece ze svahů a poté bylo v místech vazišť neboli tzv. splazů svazováno do vorů. Vor vznikl tak, že opracované klády byly svazovány do jednotlivých tabulí, po doplutí byl vor rozvázán, a tím bylo k dispozici vytěžené dřevo. Ke splazům se dřevo dostávalo především pomocí umělých vodních kanálů a koní. Dnes jsou tato místa již zničena a zarostlá vegetací. 
Od 13. století bylo území v majetku Rytířského řádu Křižovníků s červenou hvězdou. Existuje pověst, která vypráví, že se zde nacházelo údolí s koněm z ryzího zlata. Ten lákal mnoho lidí a přilákal dokonce i kněžnu z Prahy, která koni z chamtivosti utrhla ucho a kůň poté zmizel. Mnoho historických památek se na tomto území již nenachází. Jednou ze zachovalých památek v blízkosti přírodní rezervace je barokní socha svatého Jana Nepomuckého, která se nachází na vrcholku skal s výhledem na Vltavu.  I v současné době je dané území v majetku Rytířského řádu Křižovníků s červenou hvězdou, který o daný les pečuje prostřednictvím své dceřiné lesnické společnosti přírodě blízkým způsobem (například vysekáváním nepůvodních druhů dřevin).  

## Přírodní poměry

### Geologie
Jižně a východně směřovaný svah vltavského údolí ze stratigrafického hlediska patří do období proterozoika. Skalní masív a údolí této lokality je částí jílovského pásma tvořeného prekambrickými vyvřelinami. V rámci regionálního členění spadá oblast PR do středočeského pásma Bohemika v celku Českého masivu. Jedná se o bohatě členěný terén s horninami jílovského pásma s asyntskými prvky vzniklé jednak erupcí, jednak metamorfózou. To zapříčiňuje heterogenitu a pestrost hornin, což se odráží i v pestrosti vegetace. Najdeme zde vulkanity bazického až kyselého složení, subvulkanické albitické žuly a tufitické souvrství tvořené kyselými až intermediárními tufy. Ve střední části území se nachází vápence a rohovce, které tvoří souvrství. Sráz tvoří stlačené prekambrické vyvřeliny jako jsou metabazity, kyselé ryodacitové až dacitové tufy a tonalitová intruziva. Horniny jsou ve svazích místy prostoupeny malými prameny, což také ovlivňuje složení vegetace. Strmé svahy jsou prakticky bez půdního pokryvu, v některých částech se nachází rankery a na méně strmých místech kamenité a hlinité hnědozemě.

### Fauna

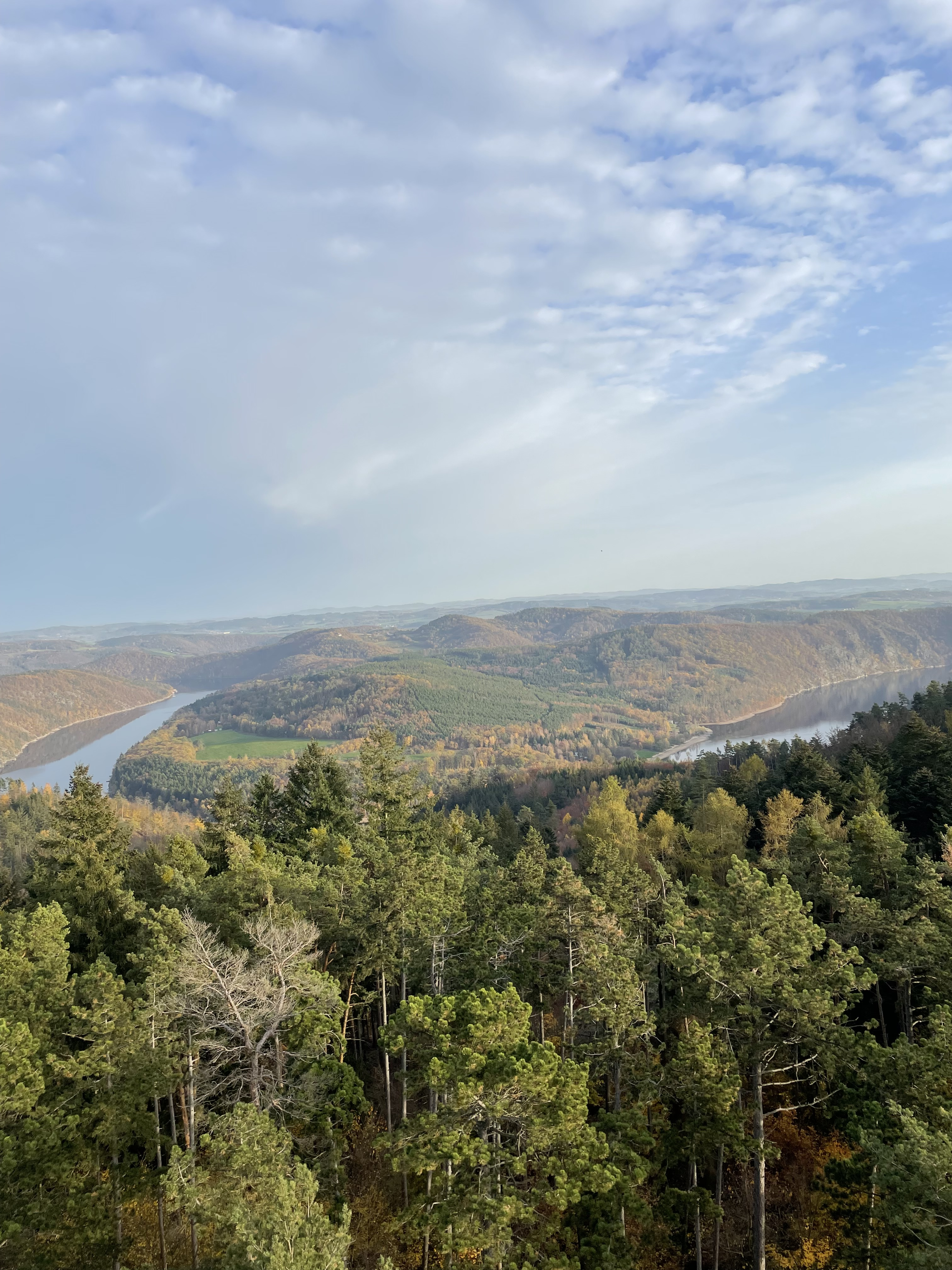
Výhled na Vymyšlenskou pěšinu z Veselého vrchu

Díky členitosti a heterogenitě tohoto terénu s mnoha skalnatými výstupky, plošinami a zářezy se zde vytvořilo prostředí vhodné pro řadu druhů. Bezobratlí nebyli nikdy v této oblasti cíleně zkoumáni, ale vyskytují se zde jak běžné druhy, tak vzácnější xerotermní druhy a druhy vázané na habřiny a doubravy. Z brouků zde byl nalezen Coraebus undatus z čeledi krascovití, který je uveden v červeném seznamu jako ohrožený, a Cardiophorus nigerrimus z čeledi kovaříkovití, který je téměř ohrožený. Příkladem větších bezobratlých žijících na tomto území je užovka obojková (Natrix natrix), zmije obecná (Vipera berus), ještěrka obecná (Lacerta agilis) a slepýš křehký (Anguis fragilis). Z obratlovců je zde velké množství ptáků, drobných hmyzožravců, netopýrů a lesní zvěře. Mezi ptáky zde sídlící patří červenka obecná (Erithacus rubecula), která hnízdí v dutinách či hromadách dřeva a šoupálek dlouhoprstý (Certhia familiaris), který hledá potravu ve skulinách kůry. Zajímavý hlodavec, který se zde nachází a zároveň se jedná o nejmenšího ze čtyř u nás žijících plchů je plšík lískový (Muscardinus avellanarius). Z lesní zvěře se tu hojně vyskytuje srnec obecný (Capreolus capreolus) a také jeho příbuzný druh jelen evropský (Cervus elaphus), který se objevuje jen ojediněle. Setkat se tu můžeme i s poměrně velmi rozšířeným prasetem divokým (Sus scrofa). Jako invazní druh se zde v minulosti rozšířil z míst, kde byl uměle vysazen Muflon evropský (Ovis aries musimon), který způsobuje poměrně značné škody ohryzáváním a loupáním lesních kultur. Z šelem se tu vyskytuje naše nejhojnější šelma liška obecná (Vulpes vulpes), která se ve zdejších podmínkách živí myšovitými hlodavci a drobnou zvěří jako je zajíc polní (Lepus europaeus). Vzácností je kuna lesní (Martes martes), která má žlutou náprsenku či kuna skalní (Martes foina) s bílou náprsenkou. Velmi ojediněle zde můžeme zahlídnout i jezevce lesního (Meles meles).

### Flóra
Z flóry se tu vyskytují zejména teplomilné druhy jako je samorostlík klasnatý (Actaea spicata) a zimostrázek alpský (Polygala chamaebuxus). Je tu zachována skalní step s chráněnými druhy jako je tařice skalní (Aurinia saxatilis), bělozářka liliovitá (Anthericum liliago) a chrpa chlumní (Centaurea triumfettii). Dále zde můžeme zahlídnout vrbovku chlupatou (Epilobium hirsutum), která roste na vlhkých místech a má červené květy, netýkavky(Impatiens), kruštík širolistý (Epipactis helleborine) a mnoho dalších. Starček vejčitý (Senecio ovatus) je typický pro lesní porosty a je nápadný díky jeho žlutým květům. Ve zdejších lesích roste řada dřevin a keřů. Z biotopů se zde nachází zejména teplomilné doubravy, dubohabřiny a acidofilní doubravy s bohatou teplomilnou květenou. Z jehličnatých dřevin zde roste naše nejrozšířenější dřevina smrk ztepilý (Picea abies), dále borovice lesní (Pinus sylvestris) a modřín opadavý (Larix decidua). Z listnáčů můžeme najít dub zimní(Quercus petraea), habr obecný (Carpinus betulus), buk lesní (Fagus sylvatica) a lípu malolistou (Tilia cordata).

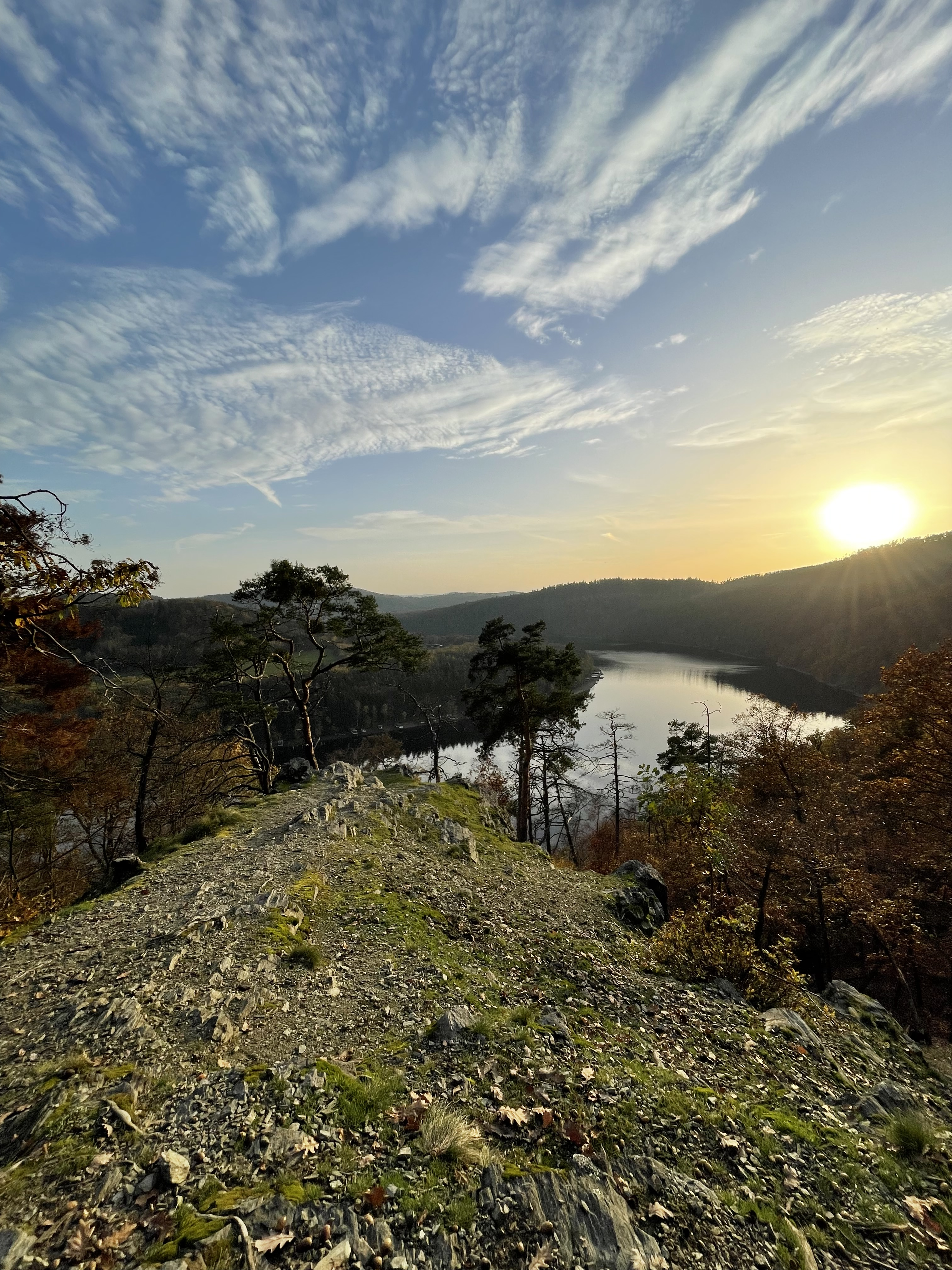
Skalní útvar
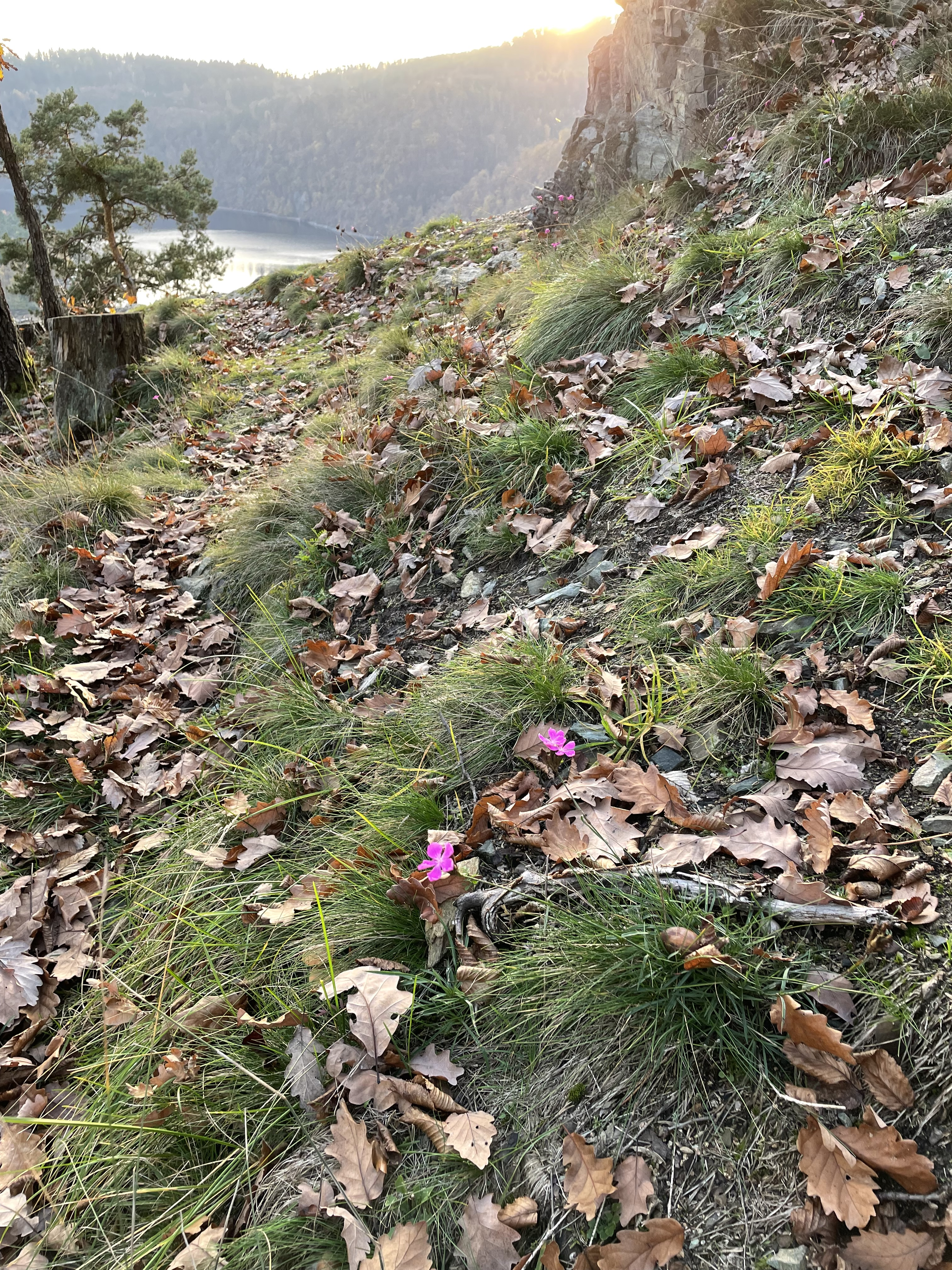
Vrbovka chlupatá
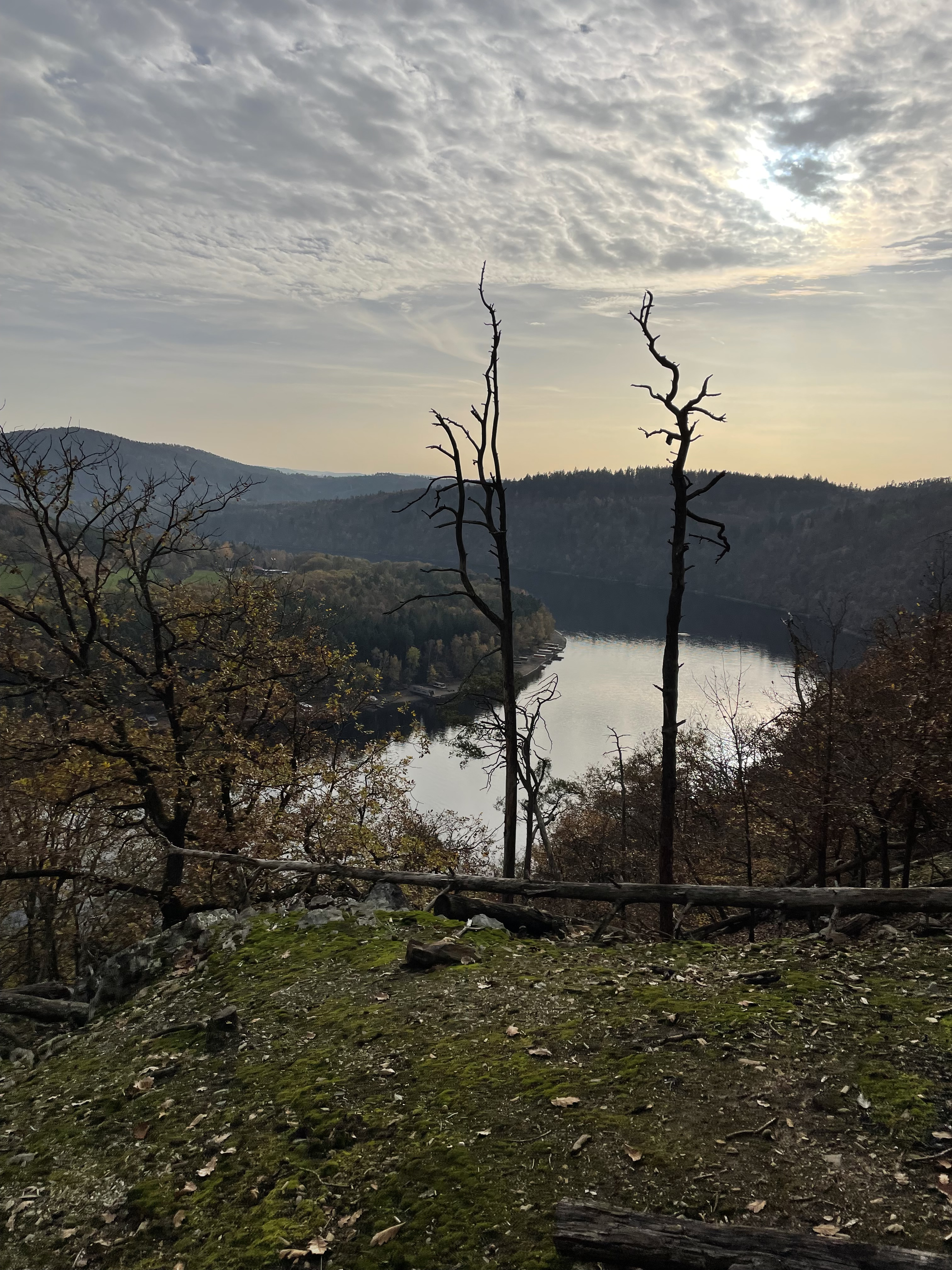
Výhled na Vltavu
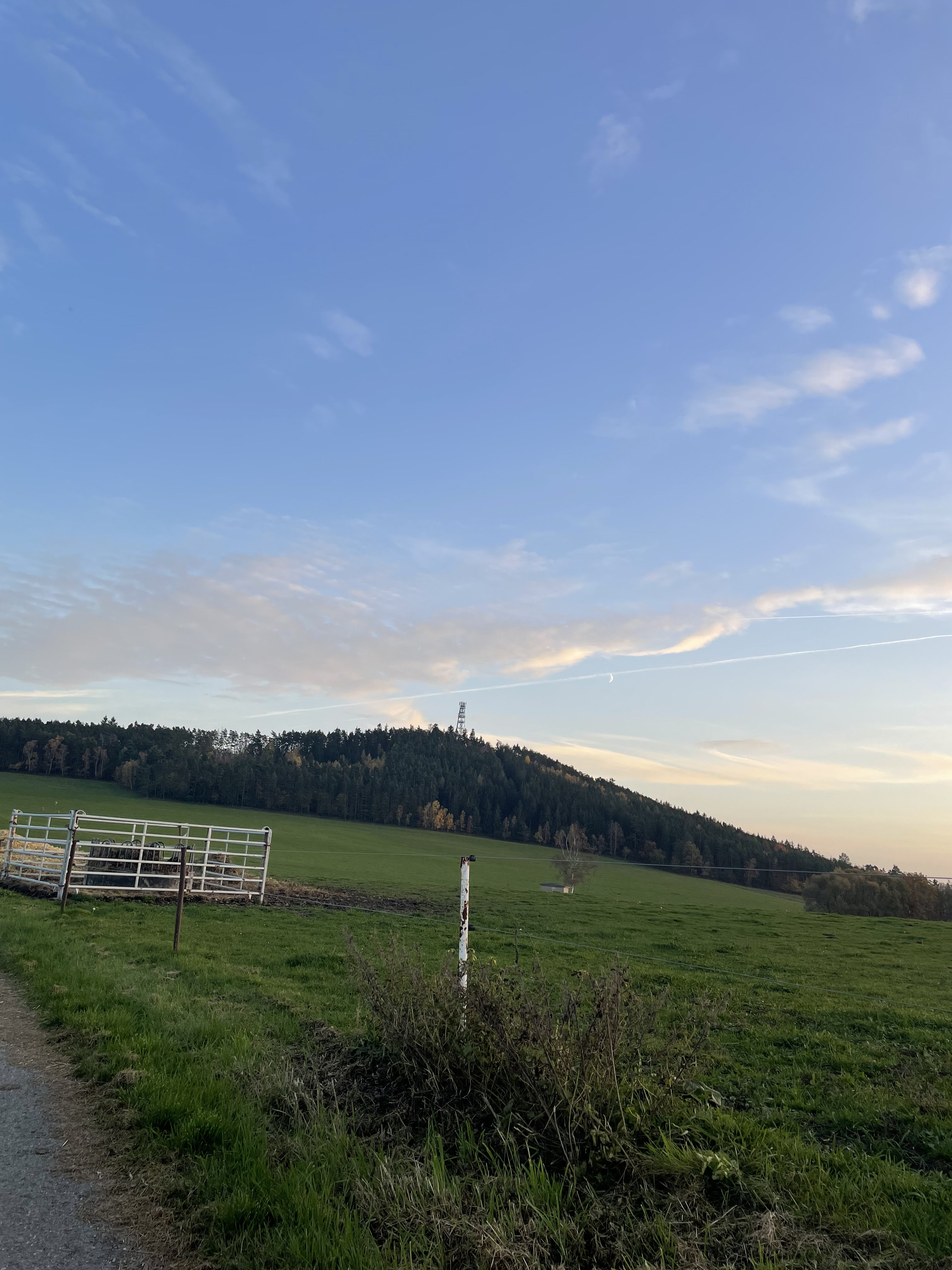
Rozhledna Veselý vrch

### Hydrologie
Přírodní rezervace je ohraničená vodní nádrží Slapy na řece Vltavě. Před postavením nádrže byl břeh řeky několik tisíc let formován a vymýván vodou. Strmě ukloněný terén lokality neumožňuje udržovat dešťovou vodu, proto napršené srážky stékají do Vltavy. Ze severní strany se voda vlévá do potoka Radič, který pramení ve vesnici Prostřední Lhota, protéká Prostřednolhotským rybníkem, rybníkem Radič a následně se vlévá do Vltavy. Ve skále během období dešťů pramení několik nepřímo lokalizovaných pramenů, které v období sucha vysychají.

## Ochrana území

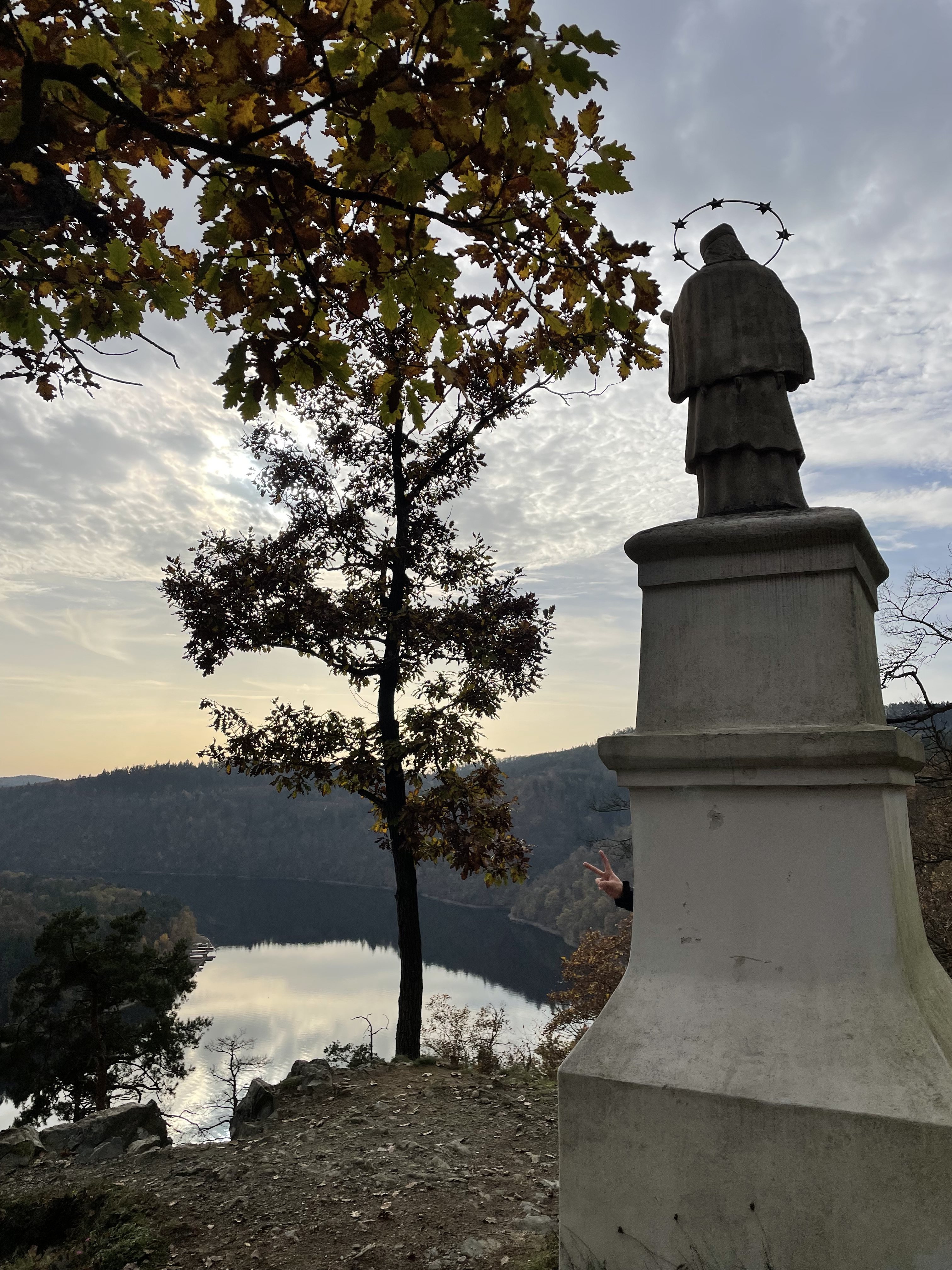
Socha svatého Jana Nepomuckého

Hlavním cílem ochrany je obnova a zachování mozaiky obnažených skalnatých svahů a sutí v různém stádiu sukcese, heterogenity původních lesních porostů na levém břehu Vltavy. Dále je kladen důraz na zachování tamní druhové diverzity. Z ochranářsky významným druhům se zde vyskytuje výr velký, jestřáb lesní či žluna šedá. Z důvodu nepřístupnosti terénu díky strmosti svahů není přírodní rezervace příliš ohrožena turistickým ruchem. Problémem mohou být invazivní druhy, jako je akát, třtina či vejmutovky, které by mohly ohrozit tamní faunu a flóru.  
Z Plánu péče z roku 2009–1018 můžeme získat podrobnější informace a postupy pro ochranu tohoto území. Mezi činnosti, které mají pomoct obnovit přirozené složení lesních porostů patří vyřezání vegetace na skalních výchozech pro vytvoření vhodných podmínek pro petrofilní a xerotermní organismy. Dále prosvětlení a iniciace přirozené obnovy v doubravách a habřinách. Má dojít k odstranění starých a chřadnoucích borových porostů a k převodu smrkových porostů na porosty s přirozenou druhovou skladbou. Invazivní druhy by měly být také odstraňovány. K nahrazování dřevin by mělo docházet přirozenou obnovou, použít nejlépe clonnou či skupinovou seč, holoseč je zakázána. Tyto aktivity by měli vést k věkové rozrůzněnosti, vhodné druhové skladbě a prostorové struktuře porostů. Postupné obnově přírodní rezervace nepomáhá činnost muflonů, kteří okusují lesní porosty, proto by bylo vhodné stanovit normované stavy zvěře, a to maximálně na 0,15 muflona/ha, tedy cca 10 muflonů na rezervaci. Při hmyzích kalamitách je dovoleno dřevo odklízet z přírodní rezervace, jelikož se les vyskytuje mezi lesy hospodářskými, které jsou při kalamitách ohrožené.
V celé rezervaci je zakázáno hospodařit pomocí intenzivních technologií, umisťovat nové stavby, rozšiřovat nepůvodní druhy, sbírat rostliny, odchytávat živočichy a jsou zakázány všechny činnosti, které by mohly mít za následek změny v biologické rozmanitosti a struktuře krajiny. K zabezpečení ochrany před rušivými vlivy z okolí je stanoveno ochranné pásmo do vzdálenosti 50 metrů od hranic přírodní rezervace.

## Turistika
Místo je turisticky velmi pestré. Kromě naučné stezky, která je zakončena rozhlednou Veselý vrch, je možný přímý přístup k Vltavě s možností koupání. Vyhlídka u sochy svatého Jana Nepomuckého se nachází uprostřed naučné stezky Vymyšlenská pěšina. Ve vesnici Prostřední Lhota můžete navštívit hornické muzeum Špýchar.